# Maurice Mpolo
Pour les articles homonymes, voir Mpollo.
 (juin 2016).
Si vous disposez d'ouvrages ou d'articles de référence ou si vous connaissez des sites web de qualité traitant du thème abordé ici, merci de compléter l'article en donnant les références utiles à sa vérifiabilité et en les liant à la section « Notes et références ».
Maurice Mpolo, né le 4 mars 1930 à Inongo et mort le 17 janvier 1961, est un homme politique congolais assassiné aux côtés de Joseph Okito et de Patrice Lumumba en janvier 1961.

## Biographie
Fils de Édouard Mpolo et de Tècle Bokako, il était père de quatre enfants.
Maurice Mpolo fut ministre de la jeunesse et des sports dans le Gouvernement Lumumba. Le 5 septembre 1960, à la suite de la révocation de Patrice Lumumba par Joseph Kasa-Vubu, il est nommé chef d'État-Major sans pour autant avoir l'opportunité d'occuper pleinement cette fonction.
Le 17 janvier 1961, Mpolo, Okito et Lumumba sont exécutés non loin du village de Mwadingusha.
En 1992, la conférence nationale souveraine tente de faire la lumière sur l'assassinat de Maurice Mpolo, Joseph Okito et de Patrice Lumumba. 
Le corps de Maurice Mpolo aurait été découpé puis fondu dans de la soude par Gérard Soete.

## Hommages
- L'avenue Maurice Mpolo à Kinshasa est nommée en son honneur [5].

## Décorations
- 2022 : Grand officier de l'ordre national « Héros nationaux Kabila-Lumumba » [6].

## Film et reportage
- Vidéo du culte de commémoration des héros nationaux Maurice Mpolo, Joseph Okito, Patrice Lumumba 28 janvier 2012
- (ln) Témoignage filmé de Jacqueline Mpolo Fille de Maurice Mpolo sur l'émission AfricaVision du 17 janvier 2015